# TEDAX

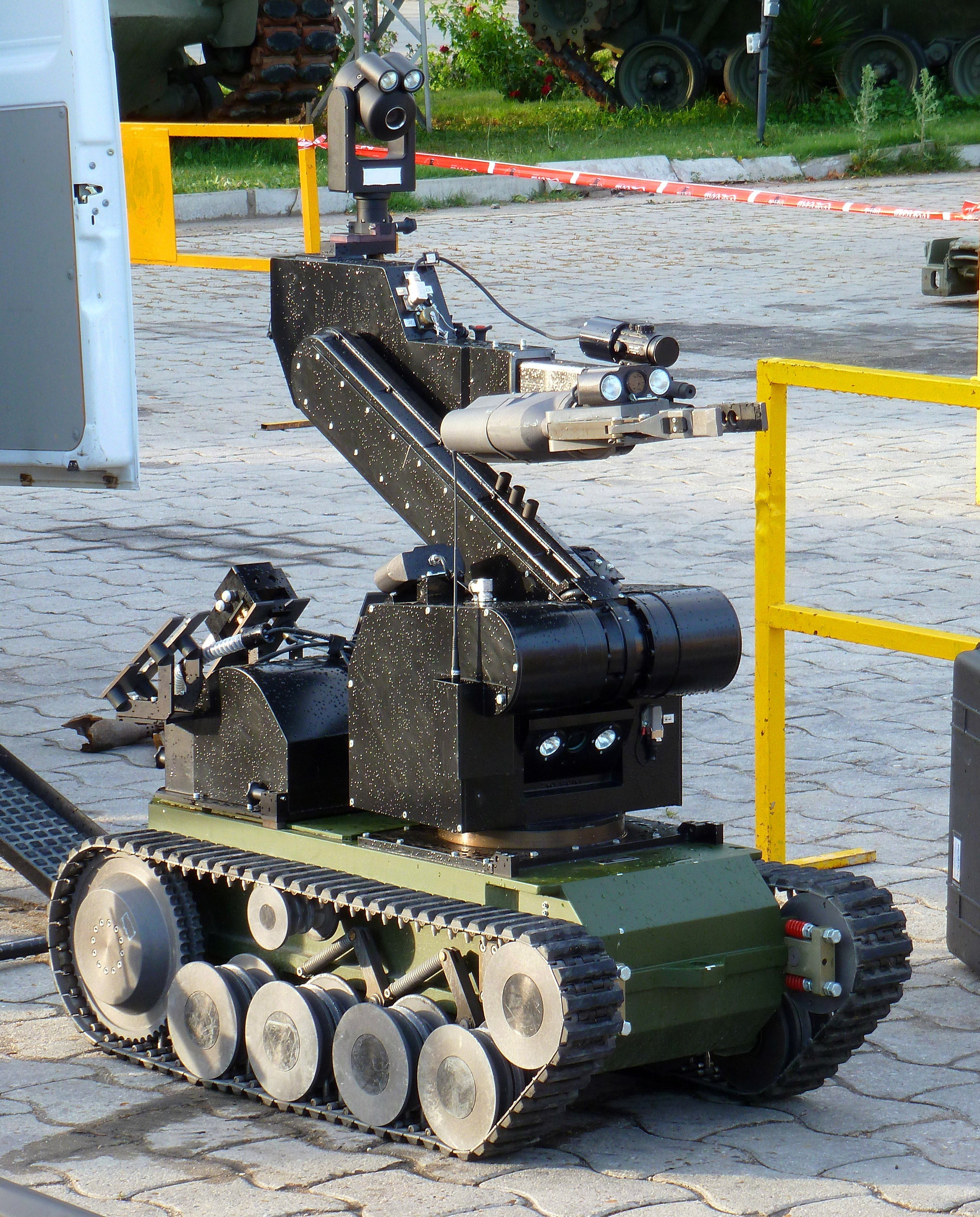
Telerob tEODor, Robot per il disinnesco di esplosivi dell'esercito spagnolo

TEDAX, acronimo per Técnico Especialista en Desactivación de Artefactos Explosivos (Tecnico specialista in disinnescamento di esplosivi) è la denominazione in Spagna per gli specialisti la cui attività è l'intervento in caso di presenza di esplosivi al fine di disinnescarli e la realizzazione di studi e rapporti sugli stessi. Vengono detti anche semplicemente "artificieri".
Queste unità si trovano nella Guardia Civil, nella Polizia ed in alcune polizie di comunità autonome (regioni) e nell'esercito spagnolo e nell'aviazione.
La prima vittima dei TEDAX fu Rafael Valdenebro Sotelo, che morì nel disinnescare un esplosivo del Movimento per l'Autodeterminazione e l'Indipendenza dell'Arcipelago Canario nel 1978. Fino al 2005 ci sono state altre 12 vittime mentre tentavano di neutralizzare bombe dell'ETA.